# Yeux remuants
Pour les articles homonymes, voir Globule.

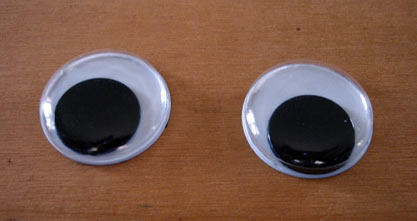
Deux yeux remuants

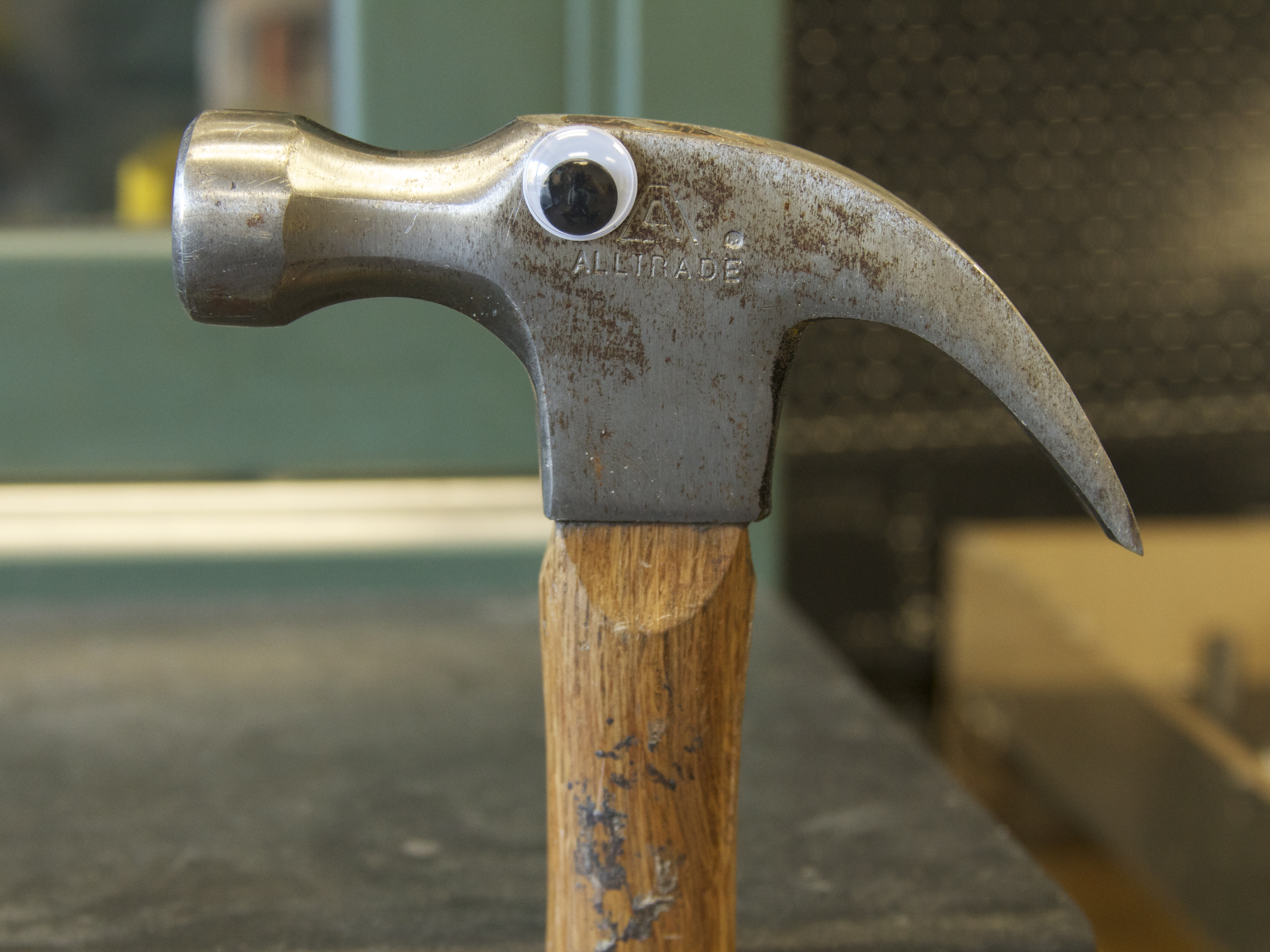
Un œil remuant collé sur un marteau.

Les yeux remuants ou yeux mobiles (aussi appelés familièrement googly eyes, d'après l'anglais) sont de petits accessoires de bricolage qui prennent la forme d'yeux mobiles adhésifs en plastique et qui sont utilisés pour imiter les globes oculaires humains.
Les yeux remuants sont utilisés pour différents projets d'art et de bricolage, souvent enfantins. Ils peuvent également être fixés à des objets inanimés afin de leur donner une apparence humoristique, mignonne ou encore légèrement ridicule. Cette personnification des objets met à profit la paréidolie et l'anthropomorphisme.

## Description du dispositif
Les yeux remuants sont traditionnellement composés d'un support plat en plastique blanc ou en carton recouvert d'une coque en plastique dur transparent, encapsulant un disque en plastique noir. La combinaison d'un cercle noir sur un disque blanc imite l'apparence de la sclère et de la pupille de l'œil.
Le disque noir intérieur peut se déplacer librement à l'intérieur de la grande coque en plastique transparent, ce qui donne l'impression que les yeux bougent lorsqu'on incline ou secoue l'objet sur lequel ils ont été collés.
Les coques en plastique de ces dispositifs sont disponibles dans différentes tailles allant de 4,8 mm à plus de 610 mm de diamètre. Les disques internes sont de différentes couleurs, notamment rose, bleu, jaune, rouge et vert.

## Dans la culture populaire

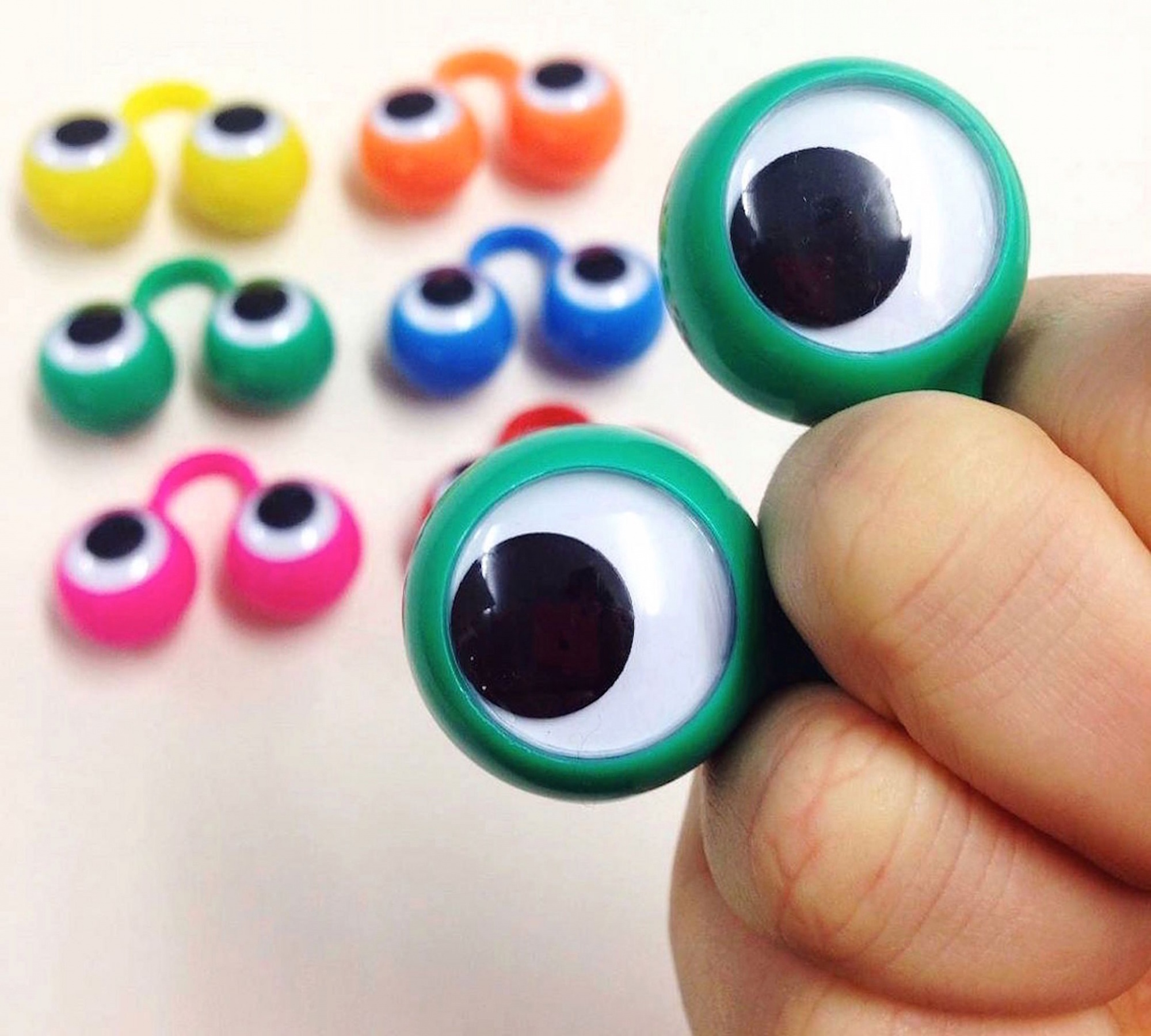
Paires de « google eyes » qui peuvent s'accrocher sur un doigt pour simuler un personnage de la série Oobi.

Les yeux remuants sont utilisés dans le film Everything Everywhere All at onceet dans la campagne promotionnelle autour du film.